# Ricarville
Ricarville là một xã thuộc tỉnh Seine-Maritime trong vùng Normandie miền bắc nước Pháp.

### Huy hiệu
| Arms of Ricarville | The arms of Ricarville are blazoned: Quarterly 1: Argent, 3 fesses gules; 2: Azure, a tower open of the field Or masoned sable; 3: Azure, a cross fleurdelysée Or; 4: Argent, a chevron gules. |

## Dân số
| 1962                                 | 1968 | 1975 | 1982 | 1990 | 1999 | 2006 |
| ------------------------------------ | ---- | ---- | ---- | ---- | ---- | ---- |
| 199                                  | 205  | 170  | 276  | 307  | 306  | 319  |
| Từ năm 1962: Dân số không tính trùng |      |      |      |      |      |      |